# Руєваць (Двор)
Руєваць (хорв. Rujevac) — населений пункт у Хорватії, в Сисацько-Мославинській жупанії у складі громади Двор.

## Населення
Населення за даними перепису 2011 року становило 254 осіб.
Динаміка чисельності населення поселення:

## Клімат
Середня річна температура становить 10,69 °C, середня максимальна – 24,88 °C, а середня мінімальна – -5,70 °C. Середня річна кількість опадів – 1093 мм.
| Клімат поселення                              | Клімат поселення | Клімат поселення | Клімат поселення | Клімат поселення | Клімат поселення | Клімат поселення | Клімат поселення | Клімат поселення | Клімат поселення | Клімат поселення | Клімат поселення | Клімат поселення | Клімат поселення |
| Показник                                      | Січ.             | Лют.             | Бер.             | Квіт.            | Трав.            | Черв.            | Лип.             | Серп.            | Вер.             | Жовт.            | Лист.            | Груд.            |                  |
| Середній максимум, °C                         | 7,46             | 8,97             | 13,16            | 17,11            | 21,64            | 24,88            | 23,86            | 23,36            | 19,78            | 15,02            | 9,52             | 5,80             |                  |
| Середня температура, °C                       | 0,88             | 2,39             | 6,57             | 10,52            | 15,06            | 18,30            | 20,06            | 19,59            | 16,00            | 11,23            | 5,72             | 2,01             |                  |
| Середній мінімум, °C                          | −5,7             | −4,19            | −0,01            | 3,94             | 8,48             | 11,70            | 16,28            | 15,77            | 12,19            | 7,44             | 1,94             | −1,78            |                  |
| Норма опадів, мм                              | 69               | 69               | 77               | 93               | 93               | 100              | 96               | 94               | 99               | 103              | 111              | 89               |                  |
| Середньомісячна швидкість вітру, м/с          | 1.60             | 1.75             | 2.13             | 2.06             | 1.88             | 1.70             | 1.66             | 1.54             | 1.54             | 1.60             | 1.67             | 1.70             |                  |
| Середньомісячна сонячна радіація, кДж/м²·день | 4390             | 7156             | 10828            | 15227            | 19428            | 21536            | 22600            | 19728            | 14621            | 9204             | 4910             | 3629             |                  |
| --------------------------------------------- | ---------------- | ---------------- | ---------------- | ---------------- | ---------------- | ---------------- | ---------------- | ---------------- | ---------------- | ---------------- | ---------------- | ---------------- | ---------------- |
| Джерело:                                      |                  |                  |                  |                  |                  |                  |                  |                  |                  |                  |                  |                  |                  |